# Myscowa

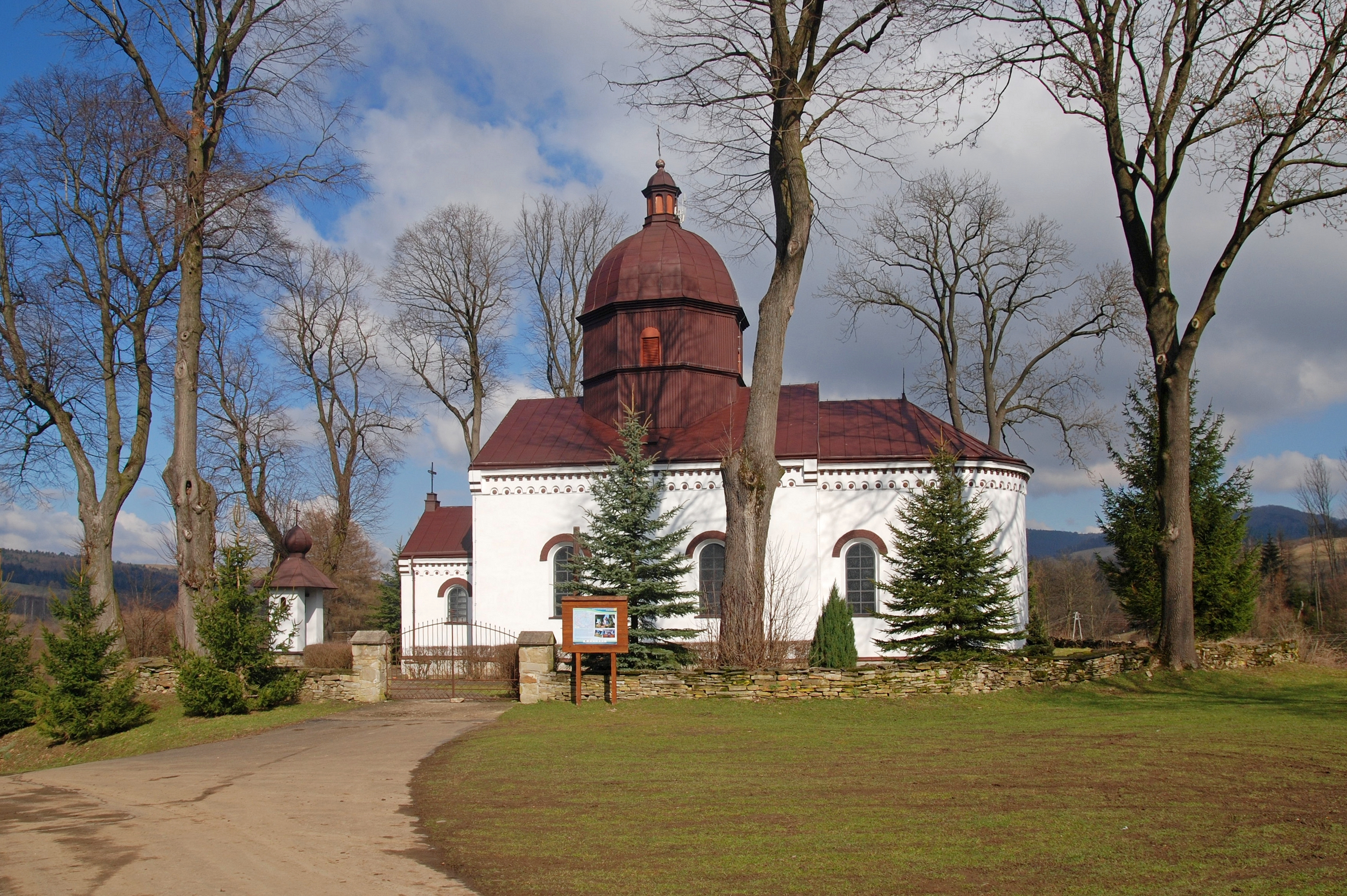
Kościół filialny (dawna cerkiew)

Myscowa (j. łemkowski Мысцова) – wieś w Polsce położona w województwie podkarpackim, w powiecie jasielskim, w gminie Krempna.
W latach 1975–1998 miejscowość administracyjnie należała do województwa krośnieńskiego.

## Położenie geograficzne
Myscowa leży w środkowej części Beskidu Niskiego w dolinie rzeki Wisłoki i jej prawobrzeżnego dopływu potoku Myscówka. Od strony zachodniej graniczy z Krempną, od północy z Kątami i Łysą Górą, od strony wschodniej z Iwlą i Chyrową i od południa z Polanami. Na północno-wschodnich i wschodnich krańcach wsi ciągnie się jedno z pasm Beskidu Dukielskiego z kulminacjmi: Polana (651 m n.p.m.) leżącej na terenie miejscowości i Dania (696 m n.p.m.), przez które przebiega Główny Szlak Beskidzki. Natomiast na zachodzie za Wisłoką wznosi się lesisty masyw Kamienia (714 m n.p.m.). Przez miejscowość przebiega droga powiatowa nr 1907R Kąty -  Myscowa - Ostryszne (Polany), która łączy ją z Krempną odległą o 6 km i Jasłem - o 40 km. To druga wieś pod względem obszaru w gminie Krempna mająca powierzchnię 2758,3 ha.

## Części wsi
| SIMC    | Nazwa        | Rodzaj    |
| ------- | ------------ | --------- |
| 0355393 | Dyniowiec    | część wsi |
| 0355401 | Koniec Dolny | część wsi |
| 0355418 | Koniec Górny | część wsi |
| 0355424 | Kręcisz      | część wsi |
| 0355430 | Ostrysz      | część wsi |
| 0355447 | Suchania     | część wsi |
| 0355453 | Wola         | część wsi |
| 0355460 | Zawodzie     | część wsi |

## Historia
Na początku XV wieku w Beskidzie Niskim miały miejsce tak zwane migracje wołoskie i w związku z tym wielka własność ziemska przystępuje do kolonizacji tych terenów. W 1420 ród Wojszyków herbu Powała zakłada wieś Myscową na prawie wołoskim mianując osadźcą Iwana Wałacha. Później przeszła pod panowanie Stadnickich, a od XVII wieku kolejnymi właścicielami byli kolejno Kochanowscy, Lubomirscy, Siemieńscy, Lewiccy, Potuliccy. Wieś zamieszkiwali głównie Rusini wyznania greckokatolickiego. Cerkiew istniała już w XV wieku, wzmiankowana w 1581. Nowa murowana powstała w 1796 na miejscu poprzedniej rozebranej w połowie XVIII wieku. Przetrwała do dziś. Na początku XX wieku był we wsi dwór i folwark, szkoła, czytelnia Kaczkowskiego, tartak, dwa młyny wodne, folusz i karczma. Co miesiąc odbywały się jarmarki gdzie handlowano głównie zwierzętami a zjeżdżali na nie chłopi nawet z Preszowa. Ludność zajmowała się także kamieniarstwem i stolarstwem. Budowę mającej przechodzić przez Myscową linii kolejowej Jasło-Żmigród-Konieczna przerwała I wojna światowa. Do rozwoju wsi przyczyniła się przeprowadzona w latach 1928-1935 komasacja gruntów. Nowy piętrowy dom ludowy użytkowany obecnie jako szkoła podstawowa wybudowali mieszkańcy własnymi siłami w 1937.
W czasie działań wojennych I i II wojny światowej wieś nie poniosła dużych strat. W okresie okupacji niemieckiej w Myscowej działała silna organizacja komunistyczna wspierająca działalność radzieckiej partyzantki. Na przełomie zimy i wiosny 1945 po wejściu do wsi Armii Czerwonej prawie wszyscy Łemkowie wyjechali do ZSRR. Resztę wywieziono w 1948 w okolice Legnicy i Lubina. Po wojnie wieś zaludnili Polacy ze spalonej Huty Polańskiej i Kątów. Przed wojną wieś liczyła około 1200 mieszkańców, a obecnie nie przekracza 300 (lata 2000-czne). 
W 1964 zapadła decyzja rządowa o budowie zapory wodnej Kąty-Myscowa, która znacznie zahamowała rozwój wsi. Zapory jeszcze nie wybudowano. W 1985 miejscowość połączono z Krempną wybudowaną szosą asfaltową.

## Zabytki i obiekty historyczne
- Zabytkowa murowana cerkiew greckokatolicka pw św. Paraskewy z 1796, użytkowana obecnie jako rzymskokatolicki kościół  filialny pod wezwaniem NMP Matki Kościoła należący do parafii w Polanach[10].

- Cmentarz z kaplicą św. Mikołaja i nagrobkami kamiennymi z końca XIX wieku.
- Szkoła Podstawowa (dawny dom ludowy) z 1937.

## Turystyka
Przez miejscowość prowadzą następujące szlaki turystyczne:
 Szlaki piesze 
- Główny Szlak Beskidzki na odcinku Kąty – Myscowa - Polana (651 m n.p.m.) - Chyrowa
- na odcinku Kąty – Myscowa - Krempna

 Szlaki rowerowe 
- na odcinku Polany – Myscowa (cerkiew) – Polany